# Cudowny kwiat
Cudowny kwiat / Szkarłatny kwiat (ros. Аленький цветочек, Alenkij cwietoczek) – radziecka baśń filmowa z 1977 roku w reżyserii Iriny Powołockiej powstała na podstawie bajki Siergieja Aksakowa Czerwony kwiatuszek.

## Fabuła
Kupiec wyrusza do miasta po prezenty dla swoich trzech córek. Dla pierwszej ma przywieść diament wysadzany szlachetnymi kamieniami, dla drugiej kryształowe lusterko, a dla trzeciej - najmłodszej o imieniu Alenuszka, purpurowy kwiat. Kupiec nigdzie nie może dostać prezentu dla najmłodszej z córek. Za radą starca trafia do opuszczonego zamku, gdzie spotyka kobietę. Była to czarownica. Kobieta zaprowadza go do tajemniczego lasu, gdzie rośnie purpurowy kwiat. Kupiec bez wahania zrywa go i w tym samym momencie słyszy głosy leśnego stwora. Biedny kupiec zostaje jego więźniem. Ma trzy dni aby pożegnać się z córkami i wrócić, dlatego też otrzymuje czarodziejski pierścień i wraca do domu. Córki są szczęśliwe z powrotu ojca. Alenuszka podejrzewa, że ojciec ma kłopoty, dlatego też zabiera mu magiczny pierścień i udaje się do tajemniczego lasu.

## Obsada
- Lew Durow jako kupiec
- Marina Iljiczewa jako Alona (Alonuszka)
- Aleksandr Abdułow jako książę / bestia
- Walentin Gnieuszew jako Jegorka
- Olga Korytkowska jako Arina
- Jelena Wodołazowa jako Akulina
- Ałła Diemidowa jako czarownica
- Aleksiej Czernow jako starzec

## Wersja polska

### Wersja dubbingowa
Cudowny kwiat
- Reżyser dubbingu: Henryka Biedrzycka

Głosów użyczyli:
- Zygmunt Listkiewicz jako kupiec
- Ewa Kania jako Alona (Alonuszka)
- Aleksandra Koncewicz jako czarownica
- Wiesław Drzewicz jako starzec

Źródło:

### Wersja lektorska
Szkarłatny kwiat
- Tekst: Krystyna Łozowska
- Czytał: Andrzej Chudy